# 이진경 (화가)
이진경(李眞京, 1967년 10월 19일 ~ )은 대한민국의 화가이며 아트디렉터이다. 도쿄 현대미술관 12명의 세계 작가로 선정되었다. 금호미술관, 도쿄 현대미술관, 예술의 전당, 국립한글박물관, 성곡미술관, 광주시립미술관, 전북도립미술관, Asia House(영국), Wolverhampton Art Gallery (영국) 등에서 다수의 개인전과 단체전을 가졌다. 2002년부터 쌈지 아트디렉터로 활동하며 로고·공간 디자인 및 ‘산돌쌈지농부이진경체’ 폰트를 제작했으며, 2020년에는 제5회 고암미술상을 수상했다. 현재는 강원도 홍천에서 작업하며 살고 있다.
1991년 덕성여자대학교 예술대학 서양화과 졸업했다.

## 경력

### 개인전
2023년
- '生긴대로'- 공간미학 / 평택
- '당신이 오니 봄이다'- CDP+A / 수원
- '이진경' 삼청동우피 WOOFY / 서울
- '오늘이 오늘이소서' - 누하동 259 / 서울

2022년
- '마치 달처럼'- CDP+A / 수원
- '먼먼산-눈은 나리고'- 아트스페이스 씨 / 제주
- '싱싱하게 살아있으라'- CDP+A / 수원

2021년
- '먼먼산-헤치고 흐르고' 이응노의 집 / 홍성
- '오늘'- 델몬도뮤지움 / 제주

2020년
- '싱싱하게 살아있으라' - 간드락소극장 / 제주

2018년
- '엄마 고향은 어디야' - 논밭예술학교 논갤러리 / 헤이리

2017년
- 움직이는 중심: 막 움직이는 촌락-막촌 – 나우갤러리 / 서울

2016년
- 움직이는 중심, 이진경전 / 또다시 휴머니티 첫번째기획전’ – 서호미술관 / 남양주

2015년
- ‘네’ – 문화공간 무대륙 1층 / 서울
- 이어도 ᄒᆞ라’ – 간드락소극장 / 제주
- ‘아리아라리’- 이태원 – 백해영 갤러리 / 서울
- ‘모두 다 씨앗’ – 길담서원 / 서울
- ‘이 시기 세한’ – 이새 / 서울

2014년
- ‘복숭아꽃’ – 카페라온 / 인천
- ‘우리의 소리를 찾아서 with 최상일 PD’ - 인사동 마루 / 서울
- ‘오메 어찌까’ with 전라도닷컴’ – 굿모닝 내과 / 광주

2013년
- ‘밥’ - 길담서원 한뼘미술관 / 서울
- ‘다 봄’ - 바리에 아트 / 광주

2012년
- 당신이 좋아요 - 테이크아웃드로잉 한남 / 서울

2008년
- ‘山止水’展 - 파랑갤러리 / 제주

2007년
- ‘앞산’ - 갤러리 쌈지 / 서울, 내촌창고 / 홍천

2005년
- 이진경 展 어반아트 - KIAF / 서울

1999년
- ‘영양탕 팝니다’ – 인더루프 / 서울
- ‘물’ - CoCa / 서울

1998년
- ‘나에게 간다’ – 금호미술관 / 서울
- 이진경 展 – 살 Bar / 서울

1995년
- 이진경 展 – 관훈미술관 / 서울

1991년
- 이진경 展 – 관훈미술관 / 서울

### 단체전
2023년
- '세가지 색 그린' 개나리미술관 / 춘천

2020년
- 'ㄱ의 순간' - 예술의전당 / 서울
- '그린커넥션' - 강원키즈트리엔날레 와동분교, 탄악정비공장, 홍천미술관 / 홍천 보관됨 2021-05-19 - 웨이백 머신

2019년
- '시점 시점' - 경기도미술관 / 안산 보관됨 2021-05-19 - 웨이백 머신
- '제6회 롯데갤러리 아트페어 - 별별아트' - 롯데갤러리 / 대전
- '다시 흐르기로 한다 - 소제나날이' - 대전역 동광장 철도보급창고 쌍리갤러리 / 대전
- '문화연대창립20주년 특별전 - 장수의 비결 2' - 연남장 / 서울
- '신물지' - 우란1경 / 서울
- '무병장수의 별, 노인성 제주를 비추다' - 국립제주박물관 / 제주

2018년
- '예술+농촌, 공감-농업과 기술의 연결' - 인사아트센터 B1 / 서울
- '나날이 마켓' - 컬처스페이스 / 서울

2017년
- ‘건축의 소멸 [보안여관]에서 [소록도]를 생각한다’ – 통의동 보안여관 / 서울

- ‘완행버스’ – 광주시립미술관하정웅미술관 / 광주
- ‘순간의 풍경들, 『청구영언』 한글 노랫말 이야기’ – 국립한글박물관 / 서울

2015년
- ‘백제의 재발견’ - 전북도립미술관 / 전주

- ‘한국여성미술제’ – 전북도립미술관 / 전주

- ‘마치 달처럼’ - 롯데갤러리 / 서울

- ‘With Art With Artist〈Artist Movie · Artwork〉아트로드77 – 예맥극장 / 파주

2014년
- ‘만물상 사물에서 존재로’ - 서울시립 남서울 생활미술관 / 서울

- ‘두 썸씽 그의 꽃이 되고싶다’ – 함평군립미술관 / 함평

2013년
- ‘만물상 사물에서 존재로’ – 광주디자인비엔날레 특별기획전 광주시립미술관 / 광주

- ‘강진숨결’ 남도문화의 원류를 찾아서 – 신세계갤러리 / 광주

2012년
- ‘한글TRANS’ 영감과 소통의 예술 – 서울시립 남서울미술관 / 서울

- CAYAF 2012 ‘형형색색, 오늘을 읽다’ – KINTEX / 일산

- ‘아트광주 12’ – 김대중 컨벤션센터 / 광주

- ‘진도소리’ 남도문화의 원류를 찾아서 – 신세계겔러리 / 서울, 광주

- ‘나날이 살아가다’ project 1, 신도시아파트 – 레이안 이스트팰리스 / 성남

- ‘드로잉다이어리’ – 신세계갤러리 / 광주, 서울, 인천

- ‘인생이여 고마워요’ – 대전시립미술관 창작센터 / 대전

2011년
- ‘헤이리 작가전’ Residency 그래집 – 아트팩토리 / 파주

2010년
- ‘말없는 바람’ – 지비잉 갤러리 / 서울

2009년
- ‘Trance Real – My Hometown’ 나의 살던 고향 - Asia House / 영국 런던

2008년
- 부산갈매기 ‘낭비’ - 바다미술제 부산비엔날레 / 부산

- ‘여보시오’ 한글연대 - 갤러리쌈지 / 서울

- ‘팝아툰 - 타임캡슐을 열다’ 展 - 한국만화박물관 / 부천

- ‘꽃’ - 대안공간 충정각 / 서울

2007년
- ‘기생문자’ - 갤러리 LUX / 서울

- 'Welcome', Collaboration 최정화 - Wolverhampton Art Gallery / 영국 울버햄프튼

- 환경캠페인 ‘Think green’ - 갤러리쌈지 / 서울

- ‘그릇-명상을 담다’ – 세계도자비엔날레 / 여주,

- ‘그릇-명상을 담다’ – 갤러리 쌈지 / 서울

- 서울아트시네마 후원 기금마련을 위한 미술전 – 갤러리 아트싸이드 / 서울

2006년
- Wake up Andy Warhol 쌈지, 앤디 워홀을 만나다 – 갤러리 쌈지 /서울

- 공공미술 프로젝트<물물교환>’명륜동에서 찾다‘ - 접는미술관 / 서울

2005년
- ‘일기 읽기’ - 우덕갤러리 / 서울

- ‘열다섯 마을 이야기: 광주천변의 일상’ – (구)전라남도 도청 본관 / 광주

2002년
- ‘위대한 유산’ 할머니, 우리들의 딸들을 깨우다 – 여성가족부 여성사전시관 / 서울

- 대한민국 청년 비엔날레 ‘천개의 사유, 천개의 길’ -대구문화예술회관 / 대구

- ‘이미지, 텍스트, 타이포 展’ - 부산시립미술관 / 부산

- ‘블루 展’- 갤러리 라 메르 / 서울

2000년
- ‘gift of hope' - 도쿄 현대 미술관 / 도쿄

- ‘디지털로 꿈꾸는 세상’ - 서울시립미술관: 서울시내 디지털조선 전광판 / 서울

- ‘리바이벌’ – 인더루프 / 서울

- ‘열린 미술마당’ – 덕수궁 / 서울

- ‘신사동 야쿠르트 아줌마’ - 우덕갤러리 / 서울

- <이진경 사진관> 헤이리 퍼포먼스 ‘자연의 소리’ - 헤이리 아트밸리 / 파주

- ‘미술. 그 주술적 힘’ - 성곡미술관 / 서울

- ‘시대의 표현 - 눈과 손’ – 예술의 전당 / 서울

1999년
- ‘90년대 미술의 정황’ - 앨렌머피 킴 갤러리 / 서울

- ‘300개의 연하장’ - 인더루프 / 서울

- ‘여성미술제’ - 예술의 전당 / 서울

- ‘양평 휴게소’ 이미경 / 이진경 - 바탕골예술관 / 양평
- ’Mixer & Jucier' 한국 현대미술 신세대의 흐름 - 미술회관 / 서울
- ‘쌈지 WORK + SHOP’ - 일민미술관 / 서울

1998년
- ‘인형과 인간’ - 토탈미술관 / 장흥

1996년
- ‘윤금숙, 이진경, John Tallman’ - 시우터갤러리 / 서울

1994년
- ‘회화 공간’ - 웅전갤러리 / 서울

- ‘10년간의 전시를 위한 여행’ - 감나무갤러리 / 익산

1991년
- ’25 + 26’ 이진경, 한주연 – 바탕골미술관 / 서울

- ‘감성과 반응’ – 한선갤러리 / 서울

### 기획/제작
2019년

- '제주, 예술, 요리 - 비건 아트 테이블: 밥과 꿈' 그릇 만들기 워크숍 / 커민즈필드 제주
- '오음산 산야초밥상' BI 디자인 관광두레 / 홍천
- '장꽃된장' BI 디자인 / 장흥
- 경상남도청 진주함지네 BI 디자인 및 공책, 에코백 제작
- 대전문화재단 문화특화프로젝트지원사업 - 다시 흐르기로 한다. 소제 나날이 기획
- 홍천군 농업기술센터 홍천사과축제 포스터, 리플렛 제작 및 홍보물 디자인
- 이새 우리의 물산을 찾아서 이새의 고지도 탐구 프로젝트 ③ 강원도편

2018년
- 나날이 마켓 기획 - 다시 인사동 / 서울
- 동화책 『엄마 고향은 어디야?』 글 노정임 그림 이진경 / 웃는돌고래 출판
- 사라져가는 옛 삶의 기록 토속민요 - 아부레이수나 with 최상일PD 기획 / 장흥읍 '마을가게'
- 사라져가는 옛 삶의 기록 토속민요 - 아부레이수나 with 최상일PD 기획 / 광주시립하정웅미술관
- 우리의 물산을 찾아서 이새의 고지도 탐구 프로젝트 ② 제주도편

2017년
- 제10회 마을만들기전국대회 in 진안 총괄 아트디렉팅 / 진안
- 청구영언과 12달 노랫말 달력 / 국립한글박물관 보관됨 2021-05-19 - 웨이백 머신
- 삼척 기원정사 12달 마음달력 제작
- 우리의 물산을 찾아서 이새의 고지도 탐구 프로젝트 ① 백두산편
- '남하작업실' 남하부엌' 글씨 디자인
- 무형문화제 춘천필장 우겸 박경수 글씨 디자인
- 원불교 대각개교절 법등축제 기획 / 영광
- ‘오메 어찌까’ with 전라도닷컴’ – 굿모닝 내과 BI 제작 / 광주
- 문화연대포럼 '4차예술혁명네트워크' 강연 / 서울
- 박수근미술관 '근현대 아카데미' 강연 / 박수근미술관
- 서울시 농부시장 ‘농부처럼’ 아트디렉터 – 광화문 / 서울

2016년
- ‘막움직이는 촌락’ 기획 및 진행 – 광화문 / 서울

2015년
- SIHF ‘핸드메이드의 친숙한 초상들’ 주제전 공간기획 및 전시- 코엑스 / 서울

- ‘페스티벌 선선’ 한국연구재단 포스터 제작

2013년
- 동대문 프로젝트 ‘개나리상회’ ‘상가월령가’ 아트디렉터 /서울

2013-2009년
- 쌈지농부 아트디렉터

2012년
- ‘금강에서 고기잡는 이야기’ 금산구전컨텐츠 달력 기획

- ‘평촌1리 물패기농요 농바우끄시기’: 전통구전자원활용기술소득화 시범사업 DVD 제작 기획

- 서울한강노들섬 ‘노을텃밭’ :서울시 프로젝트 기획 /서울

- 서울 농부의 시장 아트디렉터 /서울

2011년
- ‘조희숙의 상록수식당’ 농가 맛집 아트디렉터 및 인테리어 /태안

- 친환경 유기농 가게 ‘농부로부터’ 아트디렉터 / 파주

2010년
- ‘파르릇한 날들’ 이새+이진경 달력 제작

2010
- 庚寅年 calendar’ 수류산방+이진경 달력 제작

- 헤이리예술마을 ‘논밭예술학교’ BI, 표지판 제작 / 파주

2008년
- 601비상+이진경 한글카드 제작: 한스타일박람회 - 코엑스 / 서울

2007년-2003년
- 쌈지길 Art Director

- 쌈지길 BI 제작, 쌈지길 홈페이지

- 쌈지길 벽화 제작, 서체 제작/서울

2008년
- ‘11회 청소년 영상 페스티벌’ 포스터제작 – 서울 YMCA

2007년
- ‘10회 청소년 영상 페스티벌’ 포스터제작 – 서울 YMCA

- 2007 MBC 방송연예대상 메인 타이틀 제작

2006년
- ‘9회 청소년 영상 페스티벌’ 포스터제작 - 서울 YMCA

- 2006 MBC 방송연예대상 메인 타이틀 제작

- 뉴욕한인식당 ‘어린시절’ 간판 제작

- ‘원주삼계탕’ 간판 제작

2004년
- ‘7회 청소년 영상 페스티벌’ 포스터제작 - 서울 YMCA

- 신안 실크밸리: 환경 조형물 제작 / 인천 원당

- 충무로 떡볶이집 ‘대원튀김’ 간판 제작

2003년
- ‘6회 청소년 영상 페스티벌’ 포스터제작 - 서울 YMCA

2001년
- 주택 <맴맴돌이 집> 건축가: 민선주 - 오브제 제작 설치 벽화작업 / 일산

2000년
- FACTORY 공장 1 – 포천 바지. T 셔츠 제작 - 영빈 가든 / 서울

- FACTORY 공장 2 - 베트남 배우기 / 하노이, 베트남

- FACTORY 공장 3 - 포천 바지 T 셔츠 제작 - 도쿄 현대 미술관 / 도쿄

- ‘이화에 월백하고’ 프로젝트 기획 - 배 과수원 / 포천

1999년
- 쌈지 ’99가을 겨울 신상품 카탈로그 기획

- 쌈지 ’99 봄 여름 신상품 카탈로그 기획

1998년
- 쌈지 ’98 가을 겨울 신상품 카탈로그 기획

## 연도별 활동
2017년
- 2018년 달력 ‘우리의 물산을 찾아서’,

- ‘이새의 고지도탐구 프로젝트 1.백두산편’ – 이진경 그림, 수류산방 생각

- 2018년 달력 ‘『청구영언』과 12달 노랫말’ – 국립한글박물관

- 2018년 달력 ‘마음 찾는 길’ – 기원정사

- ‘남하작업실’ ‘남하부엌’ 글씨 디자인

- 무형문화재 ‘박경수’ 글씨 디자인

- 문화연대 월례포럼 ‘4차예술혁명네트워크

2015년
- 테이크아웃드로잉 ‘STOP 싸이’ 참여 / 서울

2014년
- 책‘어야디야차 우리 소리에 풍덩실 빠져보자’이진경 그림, 최상일 글 / 이론과 실천

2013년
- 영화감독 오멸을 위하여 – 술집 ‘물고기’ 공간 기획 인테리어 / 신포동 인천

- ‘쌈지싸운드페스티벌’ 글씨 디자인

2008년
- STATIC Art Residence program / 영국 리버풀

2008-2007년
- 다큐멘터리 영화 “앞산전” (감독:김지현, 주연:이진경, 인디다큐페스티벌 관객상)

2007년
- 평론가 선정 현대작가 55인 선정 / 월간조선

2005년
- 대우 푸르지오Apt 필로티 Artwork 벽화 / 일산 가좌동

- ‘보람출판사’ 벽화 / 파주

2003년
- 아름다운 가게 Art Shop ‘홍’ 인테리어 / 서울

- 한광민 소아과 인테리어 / 문산

2002년
- 5월 홍천 내촌면 도관리에 작업실을 짓다

2001년
- 쌈지 컨셉 샵 - 인테리어 / 인사동, 서울

2000년
- 포천 그림노트 수업 - 매주 토요일 / 포천 작업실

1999년
- 책 ‘눈물의 편지’ 그린이 / 서울특별시 시설관리공단

- 문예진흥기금 지원 작가 선정/ 문예진흥원

- 다큐멘터리 문화사랑 ‘발굴 이 사람’ - 이진경 / KBS

- 다큐멘터리 ‘제3지대’ - <가난한 화가들의 마을> / KBS

- 코코넛-아동복 가게 인테리어 기획 / 포천

- ‘물’ 레스토랑 인테리어 기획 / 포천

1997년
- 3월-8월 단편영화 <집으로 가는 길> 주연배우 – 감독: 김지현, 이민정 / 서울

1997. 10 - 1998. 2
- ‘천장 높은 작업실’ 공사 / 포천

- ‘천장 높은 작업실을 위한 훌륭한 바자회’ – 산타페 / 서울, 고모리691 / 포천

1996년 7월
- 유럽에서 T/C로 일함

1995년 12월
- 네팔과 남인도 여행 - 3개월

1992년 6월
- 유럽과 이집트 여행 - 1년

1990년 10월
- 포천군 창수면 가양리에 작업실을 갖게 됨

## 작품 소장처
- 서울시립미술관
- 함평군립미술관
- 서울시청
- 주) 쌈지농부
- 주)MCM
- 이새F&c
- 한길사
- 미진사
- 개인소장

## 기타
2008-2007
- 다큐멘터리 영화 앞산전 (감독:김지현)

1999
- 문예진흥기금 지원 작가 선정